# Jazzman Records
Jazzman Records é uma gravadora fundada em Londres pelo DJ Gerald Short em 1998, especializada em relançar discos raros de jazz, funk e soul. Existem também três gravadoras ligadas a Jazzman: Funk45, Soul45 e Stark Reality.
Jazzman Records é distribuída na Europa pela PIAS, Boombox, Groove Attack e Boogaloop Records Distribution. No Japão pela P-Vine e nos Estados Unidos pela Groove Distribution.